# Wissekerke

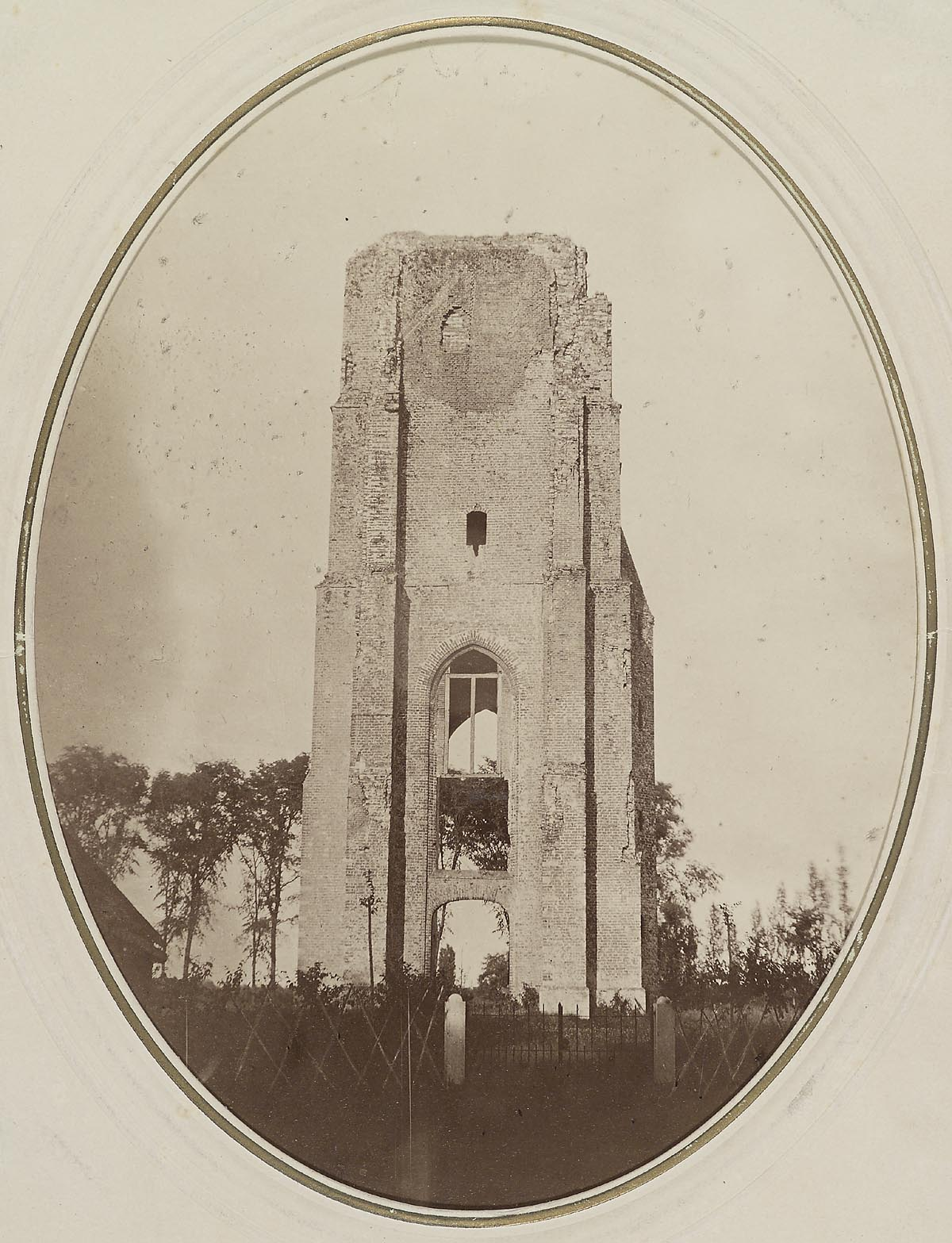
Die Ruine des Kirchturms von Wissekerke 1872

Wissekerke ist eine Bauerschaft, die zur Gemeinde Goes in der niederländischen Provinz Zeeland gehört. Der Ort sollte nicht mit Wissenkerke auf der benachbart nördlich gelegenen Insel Noord-Beveland verwechselt werden.
Die Pfarrkirche von  Wissekerke war Mutterkirche der Gotteshäuser von ’s Heer Hendrikskinderen und ’s-Heer Arendskerke. 1807 wurde das Langhaus der gotischen Pfarrkirche niedergelegt. Der zur Ruine gewordene Kirchturm wurde schließlich 1876 abgerissen. Der Kirchhof ist noch heute sichtbar.
Bis 1816 war Wissekerke eine selbstständige Gemeinde, ab dem  1. Januar dieses Jahres ging sie in der Gemeinde ’s-Heer Hendrikskinderen auf.